# Кафи, Али
Али Хусейн Кафи (араб. علي حسين كافي‎; 17 октября 1928, Эль-Харруш, Алжир — 16 апреля 2013, Женева, Швейцария) — алжирский политический деятель и дипломат.
Родился в алжирской деревне Эль-Харруш в крестьянской семье. Его отец состоял в мусульманском братстве Рахмания. В 1946 году Али Хуссайн Кафи уехал учится в Константину, где вступил в Алжирскую народную партию, став в 1950-е гг одним из борцов за независимость страны. После признания независимости Алжира, он работал послом в нескольких государствах: Сирии, Ливане, Ливии, Тунисе, Египте, Ираке и Италии. В 1992 году после убийства Мухаммеда Будиафа  возглавил Верховный государственный совет.
На посту главы государства предпринял жёсткие меры по борьбе с фундаменталистами: принял новые законы по борьбе с терроризмом, расширил полномочия полиции и ввёл комендантский час.
В 1994 году его сменил Ламин Зеруаль.